# Сузан Бисел
Сузан Бисел (енгл. Susan Bissell) је канадски академик и заговорник људских права.

## Биографија
Дипломирала је на Универзитету у Торонту, а докторирала јавно здравље и медицинску антропологију на Универзитету у Мелбурну. Тридесет година је радила у Дечјем фонду Уједињених нација као заговорник деце, њихових права и безбедности. Била је оснивачки директор Global Partnership to End Violence Against Children. Ради као гостујући научник и виши сарадник Центра за здравље и људска права FXB и Универзитета Харвард.
На продукцији филма A Kind of Childhood сарађивала је са Труди Стајлер и бангладешким тимом Catherine and Tareque Masud, а за телевизију и филмски фестивал са Human Rights Watch. Извршни је продуцент филма Running to Stand Still / Heart of the Matter, са фокусом на миграције становништва широм света и експлоатацију мушкараца, жена и деце.